# União das Freguesias de Assafarge e Antanhol
União das Freguesias de Assafarge e Antanhol, kurz Assafarge e Antanhol, ist eine Gemeinde (Freguesia) im Kreis (Concelho) von Coimbra im mittleren Portugal.
In der Gemeinde leben 5.302 Einwohner auf einer Fläche von 19,52 km² (Stand nach Zahlen von 2011).
Die Gemeinde entstand im Zuge der Gebietsreform in Portugal am 29. September 2013 durch Zusammenlegung der Gemeinden Assafarge und Antanhol. Assafarge wurde Sitz der Gemeinde, die ehemalige Gemeindeverwaltung in Antanhol blieb als Bürgerbüro weiter bestehen.